# Quận Allendale, South Carolina
Quận Allendale là một quận trong tiểu bang South Carolina. Theo điều tra dân số năm 2000 của Cục điều tra dân số năm Hoa Kỳ, quận có dân số 11.211 người; dân số năm 2005 ước khoảng 10.917 người. Quận lỵ là Allendale.6
Quận Allendale là nơi có địa điểm Topper, một địa điểm khai quật khảo cổ.

## Địa lý
Theo Cục điều tra dân số Hoa Kỳ, quận có tổng diện tích 413 dặm Anh vuông (1.069 km²), trong đó, 408 dặm Anh vuông (1.057 km²) là diện tích đất và 4 dặm Anh vuông (11 km²) trong tổng diện tích (1.06%) là diện tích mặt nước. 
Sông Savannah tạo thành ranh giới phía tây với bang Georgia.

### Các quận giáp ranh
- Quận Bamberg, South Carolina - Đông bắc
- Quận Colleton, South Carolina - Đông
- Quận Hampton, South Carolina - Đông nam
- Quận Screven, Georgia - Tây nam
- Quận Burke, Georgia - Tây
- Quận Barnwell, South Carolina - Tây bắc

## Thông tin nhân khẩu
Theo cuộc điều tra dân số2 tiến hành năm 2000, quận này có dân số 11,211 người, 3.915 hộ, và 2.615 gia đình sinh sống trong quận này. Mật độ dân số là 28 người trên mỗi dặm Anh vuông (11/km²). Đã có 4.568 đơn vị nhà ở với một mật độ bình quân là 11 trên mỗi dặm Anh vuông (4/km²). Cơ cấu chủng tộc của dân cư sinh sống tại quận này gồm 71.00% người da đen hoặc người Mỹ gốc Phi, 27.37% người da trắng, 0.12% người gốc châu Á, 0.09% người thổ dân châu Mỹ, 0.06% người các đảo Thái Bình Dương, 0.85% từ các chủng tộc khác, và 0.51% từ hai hay nhiều chủng tộc. 1.61% dân số là người Hispanic hoặc người Latin thuộc bất cứ chủng tộc nào.
Có 3.915 hộ trong đó có 30.30% có con cái dưới tuổi 18 sống chung với họ, 35.80% là những cặp kết hôn sinh sống với nhau, 25.80% có một chủ hộ là nữ không có chồng sống cùng, và 33.20% là không gia đình. 30.00% trong tất cả các hộ gồm các cá nhân và 12.30% có người sinh sống một mình và có độ tuổi 65 tuổi hay già hơn. Quy mô trung bình của hộ là 2.56 còn quy mô trung bình của gia đình là 3.21.
Phân bố độ tuổi dân cư quận là 26.6% dưới độ tuổi 18, 9.8% từ 18 đến 24, 28.2% từ 25 đến 44, 22.8% từ 45 đến 64, và 12.7% người có độ tuổi 65 tuổi hay già hơn. Độ tuổi trung bình là 35 tuổi. Cứ mỗi 100 nữ giới thì có 108.6 nam giới. Cứ mỗi 100 nữ giới có độ tuổi 18 và lớn hơn thì, có 107.5 nam giới.
Thu nhập bình quân của một hộ ở quận này là $20.898, và thu nhập bình quân của một gia đình ở quận này là $27.348. Nam giới có thu nhập bình quân $25.930 so với mức thu nhập $20.318 đối với nữ giới. Thu nhập bình quân đầu người của quận là $11.293. Khoảng 28,40% gia đình và 34,50% dân số sống dưới ngưỡng nghèo, bao gồm 48.10% những người có độ tuổi 18 và 26,00% thuộc tuổi 65 hay già hơn.

## Thị trấn
- Allendale
- Fairfax
- Sycamore
- Ulmer

### Không hợp nhất
- Martin